# Páros műkorcsolya az 1908. évi nyári olimpiai játékokon
Az 1908. évi nyári olimpiai játékokon a műkorcsolya páros versenyszámát április 26-án rendezték Knightsbridge-ben. Az aranyérmet a német Anna Hübler–Heinrich Burger-páros nyerte. A versenyszámban nem vett részt magyar páros.
Ez a versenyszám először szerepelt az olimpiai játékokon. 1924-től átkerült a téli olimpia programjába.

## Végeredmény
Öt bíró pontozta a versenyzőket. A pontok alapján a bírók mindegyikénél külön-külön kialakult egy sorrend, ez egy helyezési pontszámot is jelentett. A végeredmény a következő kritériumok alapján alakult ki:
1. „Többségi helyezések száma”. Az a versenyző végzett előrébb, akit a bírók többsége előrébb rangsorolt. A bírók többsége azt jelentette, hogy a legjobb 3 helyezést adó bíró helyezési pontszámait vették figyelembe, de ha a 3. bíró helyezésével még volt azonos helyezés, akkor az(oka)t is figyelembe vették. Ezt az adatot tartalmazza az oszlop. (Pl. a „5×3+” azt jelenti, hogy a versenyző 5 bírónál az első 3 hely valamelyikén végzett.)
2. „Helyezések összege” (az összes bíró helyezési pontszámainak összege)
3. Kötelező elemek pontszáma

| Helyezés | Versenyzők                                                  | Helyezési pontszámok bírónként | Helyezési pontszámok bírónként | Helyezési pontszámok bírónként | Helyezési pontszámok bírónként | Helyezési pontszámok bírónként | Több. hely. száma | Hely. össz. | Pont |
| Helyezés | Versenyzők                                                  | 1                              | 2                              | 3                              | 4                              | 5                              | Több. hely. száma | Hely. össz. | Pont |
| -------- | ----------------------------------------------------------- | ------------------------------ | ------------------------------ | ------------------------------ | ------------------------------ | ------------------------------ | ----------------- | ----------- | ---- |
| Arany    | Németország (GER) · Anna Hübler · Heinrich Burger           | 1,0                            | 1,0                            | 1,0                            | 1,0                            | 1,0                            | 5×1+              | 5,0         | 56,0 |
| Ezüst    | Nagy-Britannia (GBR)-1 · Phyllis Johnson · James H. Johnson | 2,5                            | 2,5                            | 2,0                            | 2,0                            | 2,0                            | 3×2+              | 11,0        | 51,5 |
| Bronz    | Nagy-Britannia (GBR)-2 · Madge Syers · Edgar Syers          | 2,5                            | 2,5                            | 3,0                            | 3,0                            | 3,0                            | 5×3+              | 14,0        | 48,0 |